# 載記
『載記』（さいき）とは、中国の歴史書の一形態を指す用語であり、本紀・列伝・世家・志などと並んで用いられる。列国の事柄を記録した箇所を指すものである。

## 概要
載記がはじめて立てられたのは『東観漢記』においてであり、新末後漢初の群雄に関する諸篇を載記と呼んだ。『後漢書』班固伝において、「（班）固は又た、功臣の平林新市公孫述の事を撰して、列伝・載記二十八篇を作り、之を奏す」と記されている。
『晋書』では、五胡十六国の事柄を記録した部分に対して、「載記」の名称を用いている。
梁の阮孝緒『七録』では紀伝録に「偽史部」を設けている（『広弘明集』による）。『隋書』経籍志では「覇史」と呼ぶ。
清朝の趙翼は『二十二史箚記』の中で、「晋書は僭偽諸国に於て数代に相伝する者を、世家と曰わずして載記と曰う」と述べている。帝位あるいは王位を僭称したものが『載記』に収録されており、正統な手段に則って位に就いたものは「世家」に収められるということを示している。
『四庫全書』も『史部・載記類』の分類を設け、『呉越春秋』以下の各地に割拠した地方勢力に関する歴史書を収録している。『四庫全書総目提要』によれば、「今、『呉越春秋』以下、偏方僭乱遺蹟を述べる者を採録し、『東観漢記』・『晋書』の例に準じて、総題して載記と曰い、義に於て允と為す」とその採録の基準について述べている。
国共内戦で台湾に追われた中華民国政府が『清史稿』を改訂して『清史』を編纂した際に、鄭氏政権と太平天国に関する記事を「鄭成功載記」「洪秀全載記」として追加している。